# چان هیانگ
چان هیانگ (انگلیسی: Chan Heung؛ ۲۳ اوت ۱۸۰۶ — ۲۰ اوت ۱۸۷۵) یا به‌عبارت بهتر چان شیانگ (چینی: 陳享) استاد هنرهای رزمی اهل چین بود.
وی بنیان‌گذار هنر رزمی «چوی لی فوت» محسوب می‌شود.
از فیلم‌ها یا برنامه‌های تلویزیونی که وی در آن نقش داشته‌است می‌توان به پلیس زن اشاره کرد.